# Bowditch (cràter)

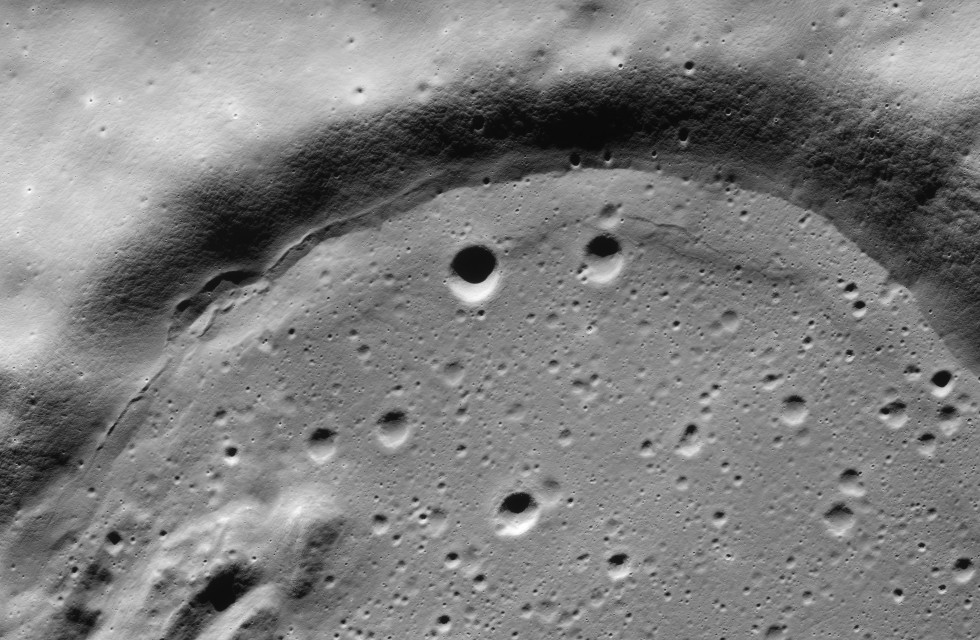
Vista obliqua del sud-oest del brocal de Bowditch, mostrant les línies de flux i els terraplenats causats per la lava

Bowditch és un cràter d'impacte que es troba en la cara oculta de la Lluna, just més enllà de l'extremitat oriental, en una regió de la superfície lunar visible al límit gràcies a la libració, per la qual cosa no es pot observar detalladament des de la Terra. Es troba just al nord del petit Lacus Solitudinis, entre els cràters Titius al sud-oest i Perel'man a l'est-nord-est.

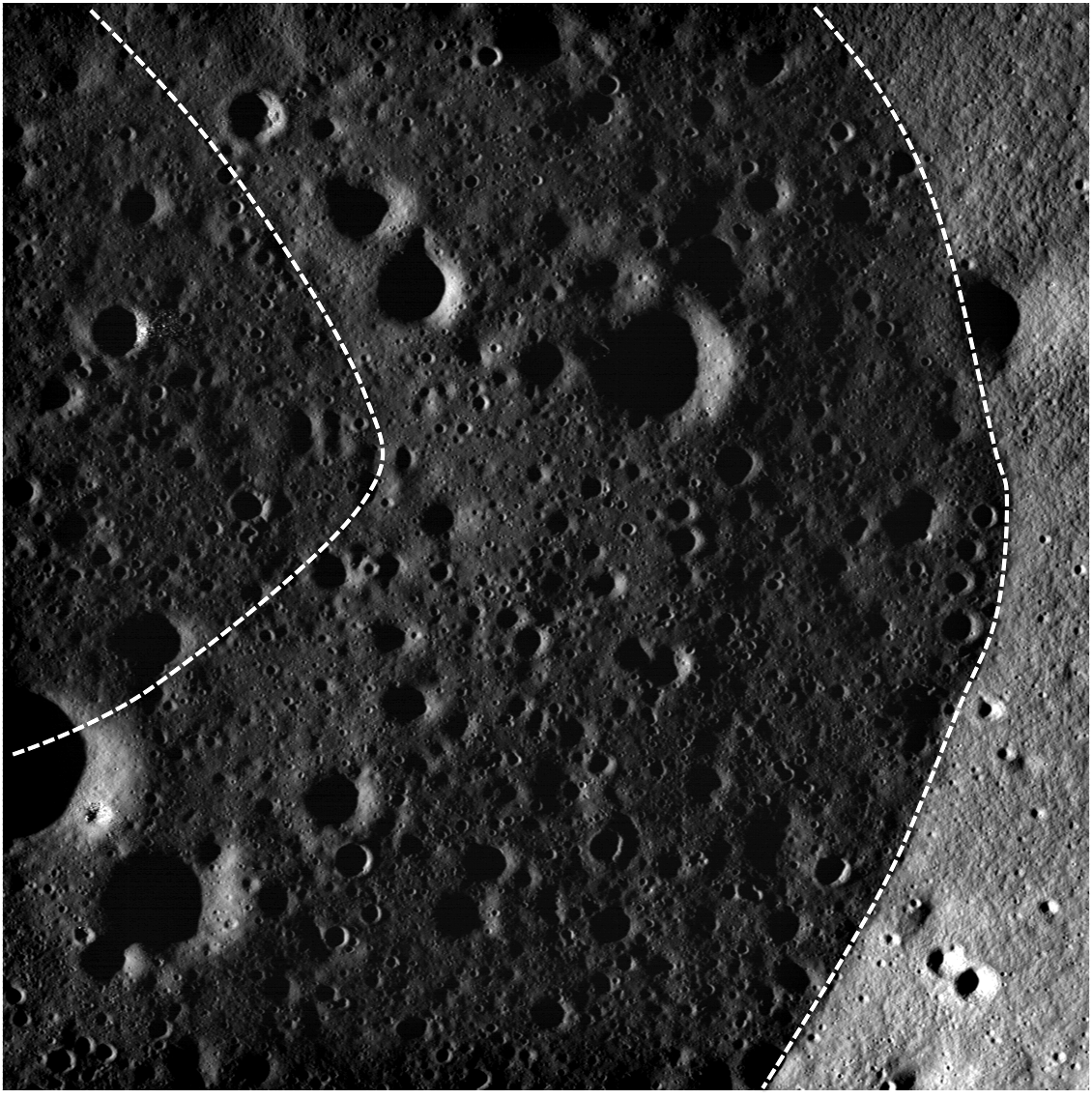
Fotografia de la missió Lunar Reconnaissance Orbiter.

La vora d'aquest cràter està oberta cap al sud-oest, amb una forma allargada cap al nord-est, possiblement a causa d'un cràter resultant de la fusió d'altres dues. La vora externa varia en altura, amb les seccions més destacades en la cara sud-oest, i una cresta al nord-oest. El sòl interior s'ha inundat amb lava basáltica, una característica inusual per a un cràter en aquest costat de la Lluna. El sòl interior és generalment pla, i està marcat per una sèrie de petits cràters. No obstant això, hi ha algunes vores baixes a la superfície que són concèntrics amb la paret interior. Una formació de crestes irregulars ocupa la major part de l'escletxa situada al llarg de la vora sud-oest.

## Cràters propers
Prop del bord sud d'aquesta formació, a l'extrem nord de la Lacus Solitudinus, es localitzen quatre petits cràters que han rebut noms individuals el 1976 per decisió de la UAI. S'enumeren a continuació:
|         | \| Cràter \| Coordenades \| Diàmetre \| Origen del nom \| \| ------- \| -------------------------------------- \| -------- \| -------------------- \| \| Bawa \| 25° 18′ N, 102° 36′ E / 25.3°N,102.6°E \| 1 km \| Nom masculí africà \| \| Edith \| 25° 48′ N, 102° 18′ E / 25.8°N,102.3°E \| 8 km \| Nom femení en anglès \| \| Fairouz \| 26° 06′ N, 102° 18′ E / 26.1°N,102.3°E \| 3 km \| Nom femení àrab \| \| Karima \| 25° 54′ N, 103° 00′ E / 25.9°N,103.0°E \| 3 km \| Nom femení àrab \| |          |                      |
| Cràter  | Coordenades | Diàmetre | Origen del nom       |
| Bawa    | 25° 18′ N, 102° 36′ E / 25.3°N,102.6°E | 1 km     | Nom masculí africà   |
| Edith   | 25° 48′ N, 102° 18′ E / 25.8°N,102.3°E | 8 km     | Nom femení en anglès |
| Fairouz | 26° 06′ N, 102° 18′ E / 26.1°N,102.3°E | 3 km     | Nom femení àrab      |
| Karima  | 25° 54′ N, 103° 00′ E / 25.9°N,103.0°E | 3 km     | Nom femení àrab      |

## Cràters satèl·lit
Per convenció aquests elements són identificats als mapes lunars posant la lletra al costat del punt central del cràter que està més prop de Bowditch.
|          | \| Bowditch \| Coordenades \| Diàmetre \| \| -------- \| -------------------------------------- \| -------- \| \| M \| 26° 42′ S, 103° 18′ E / 26.7°S,103.3°E \| 16 km \| \| N \| 26° 36′ S, 102° 48′ E / 26.6°S,102.8°E \| 16 km \| |          |
| Bowditch | Coordenades | Diàmetre |
| M        | 26° 42′ S, 103° 18′ E / 26.7°S,103.3°E | 16 km    |
| N        | 26° 36′ S, 102° 48′ E / 26.6°S,102.8°E | 16 km    |